# Roma (Luis Fonsi e Laura Pausini)
Roma è un singolo del cantante portoricano Luis Fonsi, pubblicato il 26 aprile 2024 in Spagna e in America Latina come quinto estratto dal dodicesimo album in studio El viaje.
Il brano vede la partecipazione di Laura Pausini.

## Antefatti e descrizione
Nel corso del tour mondiale di Laura Pausini World Tour 2023/2024, in promozione dell'album Anime parallele, Luis Fonsi ha cantato assieme alla cantante il brano Inolvidable a Miami presso il Kaseya Center il 30 marzo 2024, annunciando una prossima collaborazione tra i due artisti.
Roma segna la prima collaborazione tra il portoricano e l'italiano in 16 anni, dopo la collaborazione nel brano Todo Vuelve A Empezar presente nell'album di Fonsi Palabras del Silencio del 2008.

## Tracce
Testi e musiche di El Dandee, Andrés Torres, Luis Fonsi.
1. Roma – 3:27

## Video musicale
Il video musicale del brano è stato pubblicato in contemporanea al singolo sull'account YouTube di Luis Fonsi. Il video è stato diretto da Carlos Perez presso l'aeroporto Internazionale di Miami.